# Dimitry Imbongo
Dimitry Imbongo Boele (Kinshasa, 28 marzo 1990) è un calciatore congolese (Repubblica Democratica del Congo) naturalizzato francese, attaccante svincolato.

## Palmarès

### Club

#### Competizioni nazionali
- Erste Liga: 2

LASK: 2016-2017
Wacker Innsbruck: 2017-2018